# Liste des gouverneurs coloniaux de Floride
On peut, actuellement, retracer l'histoire de l'homme en Floride sur une période remontant à plus de 400 ans. L'arrivée des premiers européens, elle ne remonte qu'à l'arrivée de l'explorateur espagnol Juan Ponce de León, en 1513. Le territoire fut administré successivement par la France, l'Espagne et le Royaume de Grande-Bretagne avant de devenir le Territoire de Floride, le 30 mars 1822 et finalement le 27e États des États-Unis, le 3 mars 1845.
La liste des gouverneurs coloniaux de Floride présente les hommes qui se succédèrent à ce poste depuis 1564.

## Période française, 1564-1565
| Nom                             | Mandat                         | Notes                      |
| ------------------------------- | ------------------------------ | -------------------------- |
| René de Goulaine de Laudonnière | avril 1564 - 20 septembre 1565 | Fondateur de Fort Caroline |

## Première période espagnole, 1565-1763
| Nom                                    | Mandat                               | Notes                                                        |
| -------------------------------------- | ------------------------------------ | ------------------------------------------------------------ |
| Pedro Menéndez de Avilés               | 8 septembre 1565 - 17 septembre 1574 | Fondateur de Saint Augustine                                 |
| Hernando de Miranda                    | 1575 - 1577                          |                                                              |
| Pedro Menéndez de Márquez              | 1577 - 1589                          | (par intérim jusqu'en 1578)                                  |
| Gutierre de Miranda                    | 1589 - 1592                          |                                                              |
| Rodrigo del Junco                      | 1592                                 |                                                              |
| Domingo Martínez de Avendaño           | 1594 - 1596                          |                                                              |
| Gonzalo Méndez de Canço                | 1596 - 1603                          |                                                              |
| Pedro de Ibarra                        | 1603 - 1609                          |                                                              |
| Juan Fernández de Olivera              | 1609 - 1613                          |                                                              |
| Juan Treviño de Guillamas              | 1613 - 1618                          |                                                              |
| Juan de Salinas                        | 1618 - 1624                          |                                                              |
| Luis de Rojas y Borja                  | 1624 - 1630                          |                                                              |
| Andrés Rodríguez de Villegas           | 1630 - 1633                          |                                                              |
| Luis de Horruytiner                    | 1633 - 1639                          |                                                              |
| Damián de Vega Castro y Pardo          | 1639 - 1645                          |                                                              |
| Benito Ruíz de Salazar Ballecilla      | 1645 - 1646                          |                                                              |
| Pedro Horruytiner Benedit              | 1646 - 1647                          | intérim                                                      |
| Benito Ruíz de Salazar Ballecilla      | 1647 - 1650                          |                                                              |
| Nicolás Ponce de León                  | 1650 - 1654                          |                                                              |
| Pedro Horruytiner Benedit              | 1654 - 1655                          |                                                              |
| Diego de Rebolledo                     | 1655 - 1659                          |                                                              |
| Alonso de Aranguiz y Cortés            | 1659 - 1664                          |                                                              |
| Francisco de la Guerra y de la Vega    | 1664 - 1670                          |                                                              |
| Manuel de Çendoya                      | 1670 - 1675                          |                                                              |
| Pablo de Hita y Salazar                | 1675 - 1680                          |                                                              |
| Juan Márquez Cabrera                   | 1680 - 1687                          |                                                              |
| Diego de Quiroga y Losado              | 1687 - 1693                          |                                                              |
| Laureano de Torres y Ayala             | 1693 - 1699                          |                                                              |
| José de Zúñiga y la Cerda              | 1699 - 1706                          |                                                              |
| Francisco de Córcoles y Martínez       | 1706 - 1716                          |                                                              |
| Pedro de Olivera y Fullana             | 1716                                 |                                                              |
| Juan de Ayala Escobar                  | 1716 - 1718                          | intérim                                                      |
| Antonio de Benavides                   | 1718 - 1734                          |                                                              |
| Francisco del Moral y Sánchez          | 1734 - 1737                          |                                                              |
| Manuel de Montiano                     | 1737 - 1749                          |                                                              |
| Melchor de Navarrete                   | 1749 - 1752                          |                                                              |
| Fulgencio García de Solís              | 1752 - 1755                          | intérim                                                      |
| Alonso Fernández de Heredia            | 1755 - 1758                          |                                                              |
| Lucas Fernando de Palacio y Valenzuela | 1758 - 1761                          |                                                              |
| Alonso de Cárdenas                     | 1761 - 1762                          |                                                              |
| Melchor Feliú                          | 1762 - 1763                          | Supervisa l'évacuation de la population espagnole vers Cuba. |

## Période britannique, 1763-1784

### Floride Orientale
| Nom           | Mandat      | Notes |
| ------------- | ----------- | ----- |
| James Grant   | 1763 - 1771 |       |
| John Moultrie | 1771 - 1774 |       |
| Patrick Tonyn | 1774 - 1784 |       |

### Floride Occidentale
| Nom              | Mandat            | Notes |
| ---------------- | ----------------- | ----- |
| George Johnstone | 1763 - 1767       |       |
| Montfort Browne  | 1767 - 1769       |       |
| John Eliot       | 1769 - 1769       |       |
| Elias Durnford   | 1769 - 1770       |       |
| Peter Chester    | 1770 - 9 mai 1781 |       |

## Seconde période espagnole, 1784-1821

### Floride Orientale
| Nom                                   | Mandat                         | Notes   |
| ------------------------------------- | ------------------------------ | ------- |
| Vicente Manuel de Céspedes y Velasco  | 12 juillet 1784 - juillet 1790 |         |
| Juan Nepomuceno de Quesada y Barnuevo | juillet 1790 - mars 1796       |         |
| Bartolomé Morales                     | mars 1796 - juin 1796          | intérim |
| Enrique White                         | juin 1796 - mars 1811          |         |
| Juan José de Estrada                  | mars 1811 - juin 1812          |         |
| Sebastián Kindelán y Oregón           | juin 1812 - juin 1815          |         |
| Juan José de Estrada                  | juin 1815 - janvier 1816       |         |
| José María Coppinger                  | janvier 1816 - 10 juillet 1821 |         |

### Floride Occidentale
| Nom                             | Mandat                         | Notes                                                             |
| ------------------------------- | ------------------------------ | ----------------------------------------------------------------- |
| Colonel Arturo O’Neill y Tyrone | 9 mai 1781 - 1794              |                                                                   |
| Enrique White                   | 1794 - 1796                    |                                                                   |
| Francisco de Paula Gelabert     | 1796                           |                                                                   |
| Colonel Vincente Folch y Juan   | 1796 - 1811                    |                                                                   |
| Francisco San Maxent            | 1811 - 1812                    |                                                                   |
| Mauricio de Zúñiga              | 1812 - 1813                    |                                                                   |
| Mateo González Manrique         | 1813 - 1815                    |                                                                   |
| José de Soto                    | 1815 - 1816                    |                                                                   |
| Mauricio de Zúñiga              | 1816                           |                                                                   |
| Francisco San Maxent            | 1816                           |                                                                   |
| José Fascot                     | 1816 - 26 mai 1818             |                                                                   |
| Colonel William King États-Unis | 26 mai 1818 - 4 février 1819   | occupation par les États-Unis lors de la Première Guerre séminole |
| Colonel José María Callava      | février 1819 - 17 juillet 1821 |                                                                   |

## Sources
- (es) Luis Suárez Fernández, Historia general de España y América, Madrid : Rialp, 1981.  (ISBN 978-84-321-2119-7)
- (en) David P Henige, Colonial governors from the fifteenth century to the present, Madison, University of Wisconsin Press, 1970.  (ISBN 978-0-299-05440-3)
- (en) Cecil Lamar Sumners, The governors of Mississippi, Gretna, La. : Pelican Pub. Co., 1980.  (ISBN 978-0-88289-237-5)
- (en) John Jay TePaske, The governorship of Spanish Florida, 1700-1763, Durham, N.C. : Duke University Press, 1964. (OCLC 27305465)
- (en) Jeannette M Thurber Connor, Colonial records of Spanish Florida; letters and reports of governors and secular persons, Deland, Florida State historical Society, 1925. (OCLC 1443212)
- (fr) David Bailie Warden, Chronologie historique de l'Amerique, Paris, A. Dupont et Roret, 1826-44. (OCLC 12800501)